# Miklós Konkoly-Thege
Miklós Konkoly-Thege (20 ianuarie 1842, Pesta - 17 februarie 1916, Budapesta) a fost un nobil și astronom maghiar, fondator al  Observatorului Kionkoly.

## Biografie
A studiat astronomia și fizica la universitățile din Budapesta (1857-1860) și din Berlin, din 1860 până în 1862. După studii a continuat să viziteze observatoarele din Göttingen, Greenwich, Heidelberg și Paris.
În 1871 Konkoly-Thege a construit un telescop în reședința sa, iar în 1874, un observator la Ógyalla (astăzi Hurbanovo, în Slovacia). Observațiile provenind de aici au fost folosite de  Radó Kövesligethy pentru producerea Catalogului spectral de la Ógyalla.

## Publicații
- Praktische Anleitung zur Anstellung astronomischer Beobachtungen mit besonderer Rücksicht auf die Astrophysik, nebst einer modernen Instrumentenkunde, Braunschweig, 1883[3]
- Praktische Anleitung zur Himmelsphotographie nebst einer kurzgefassten Anleitung zur modernen photographischen Operation und der Spectralphotographie im Cabinet, Halle, 1887[3]
- Handbuch für Spectroscopiker in Cabinet und am Fernrohr. Halle, 1890[3]

## Omagieri
Asteroidul 1445 Konkolya a primit acest nume în onoarea lui Miklós Konkoly-Thege.